# Mine de Nkana

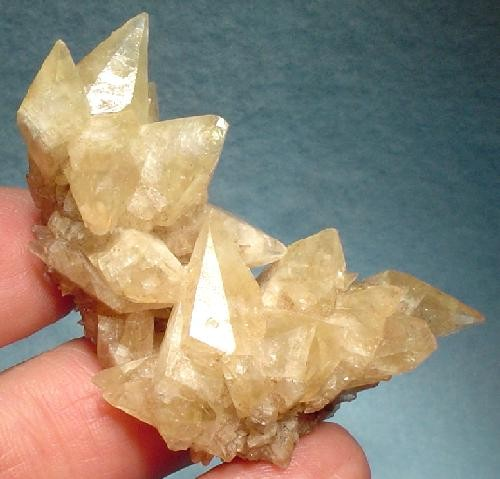
Calcite de la mine de Nkana

La mine de Nkana est une mine souterraine et à ciel ouvert de cuivre située en Zambie, dans le Copperbelt, à Kitwe. Elle appartient à 73 % Glencore via la structure Mopani Copper Mine,, après avoir été une propriété de l’État de Zambie jusqu'en 2000,.
C'est par ses dimensions une des plus importantes mines à ciel ouvert en Afrique et dans le monde,.